# ムンジュイック

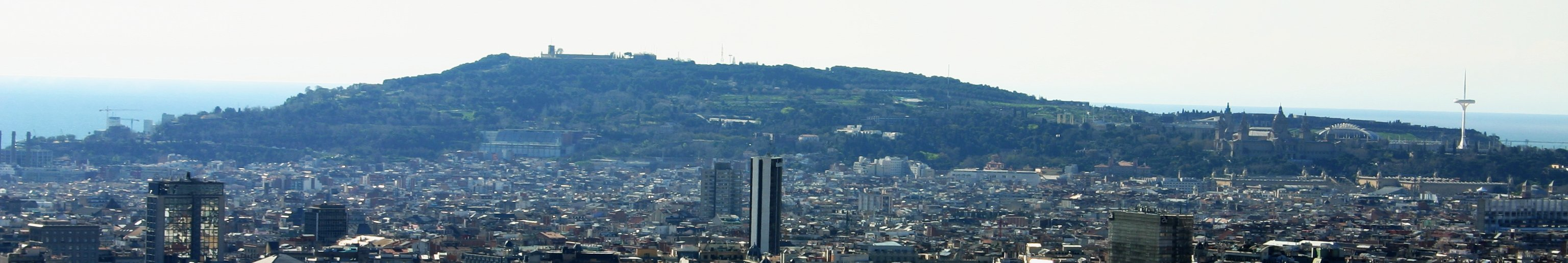
ムンジュイックの丘

ムンジュイック　（カタルーニャ語:Montjuïc, カタルーニャ語発音: [muɲʒuˈik], スペイン語:MontjuicまたはMontjuich）とは、スペイン、バルセロナ、サンツ・ムンジュイック区にある丘。標高は184.8mである。モンジュイックという表記が日本国内では多く用いられるが、ここではカタルーニャ語の発音表記に近いムンジュイックとする。

## 語源
ムンジュイックの語源は歴史的に、中世カタルーニャ語の『ユダヤ人の山』（Mont dels Jueus）であるとされてきた。公文書や考古学上確認されているように、丘にはかつて墓があったからである。また、ラテン語で『ユピテルの山』（Mons Iovis）であるとするもっともらしい説もある。この説はポンポニウス・メラの著作corografiaで確認されている。

## 歴史

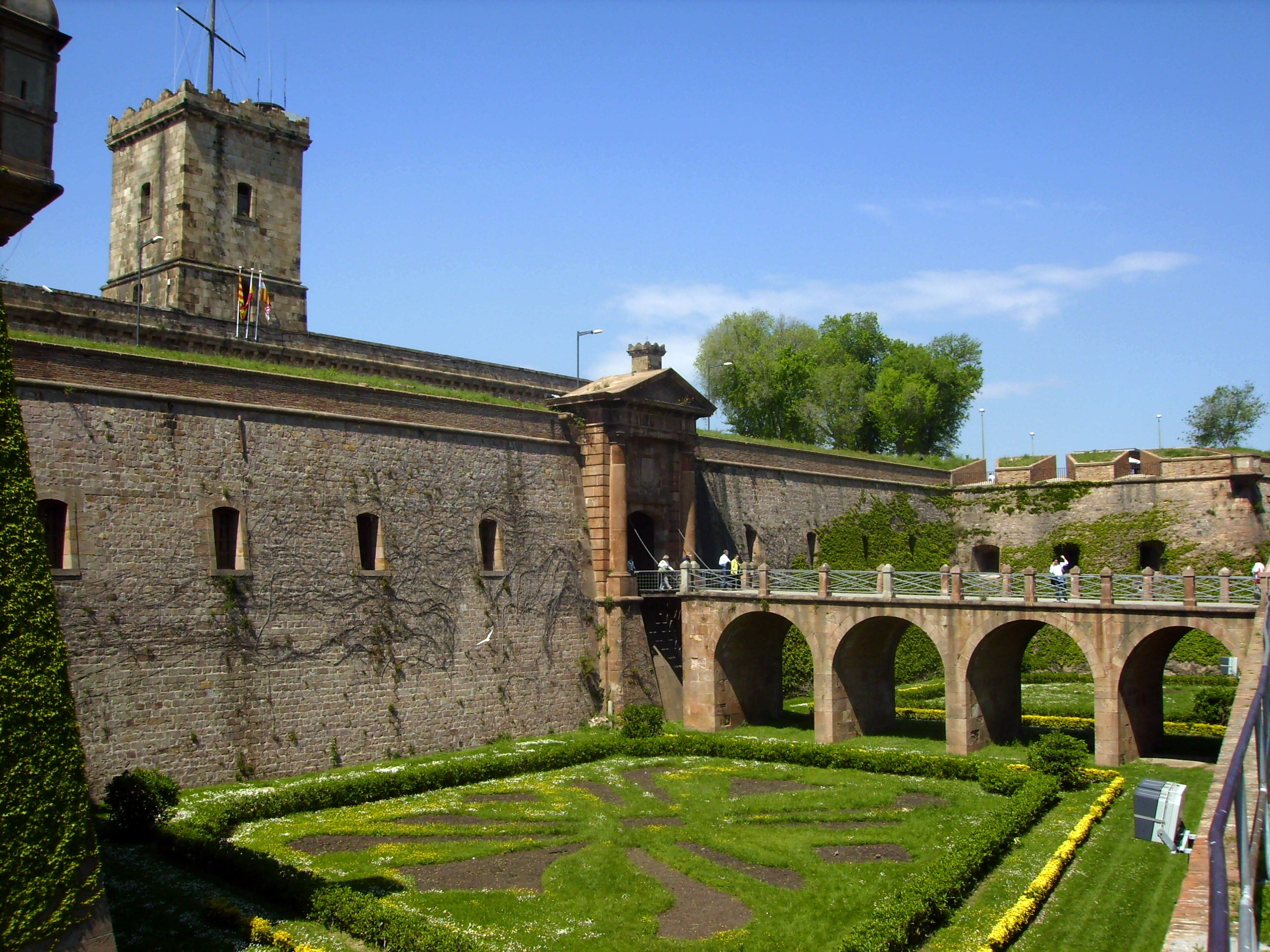
ムンジュイック城

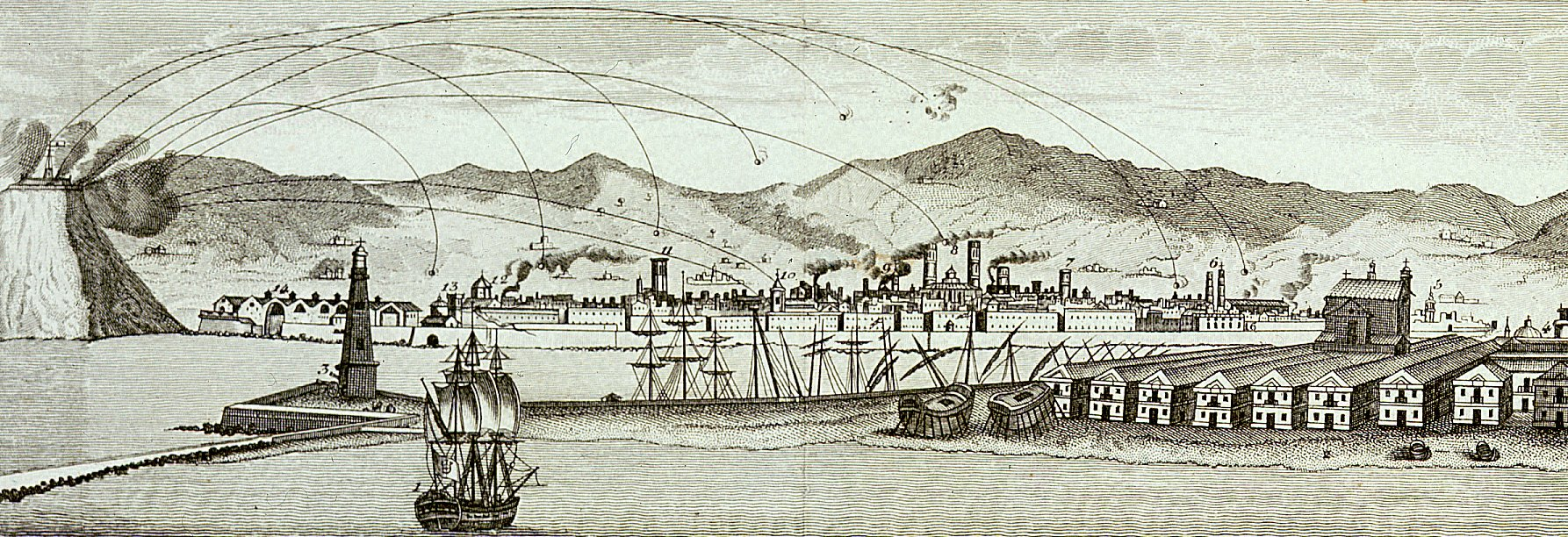
ムンジュイックから砲撃されるバルセロナ

ムンジュイックでは、紀元前3世紀から紀元前2世紀頃の、イベリア人の町の跡が発見されている。
常に町を守るための戦略的要所とされてきた歴史があり、古来から頂上には要塞があった。現在ムンジュイックに建つ城は1715年、スペイン継承戦争時代にフランス軍に占領された。
ムンジュイックは、メートルの最初の基準を決めるための測量地点とされたことで国際的に知られる。ジャン＝バティスト・ジョゼフ・ドランブルとピエール・メシャンは、1792年から1798年にかけ、ダンケルクからムンジュイックまでの子午線弧長を測定した。測定結果は、メートル法確立に利用された。
バルセロナ防衛のための重要な地点として、バルセロナ東部にあるシウタデリャ要塞とともに都市防衛の役割を担ってきた。1843年、スペイン軍はジャマンシア反乱を抑えるためムンジュイック城からバルセロナ市街を砲撃し、460棟の建物を破壊または損傷させた。
ムンジュイック城は、フランコ独裁時代まで政治犯の刑務所として幾度も使用されてきた。そして、刑務所で銃殺刑に処された者は山の南西部にあるムンジュイック墓地に埋葬された。19世紀から20世紀にかけ、山は多くの銃殺刑の舞台となった。アナーキスト、スペイン第二共和政に対し反乱を起こした者、そして1940年にジャナラリター・デ・カタルーニャ首班リュイス・クンパニィスも犠牲となった。

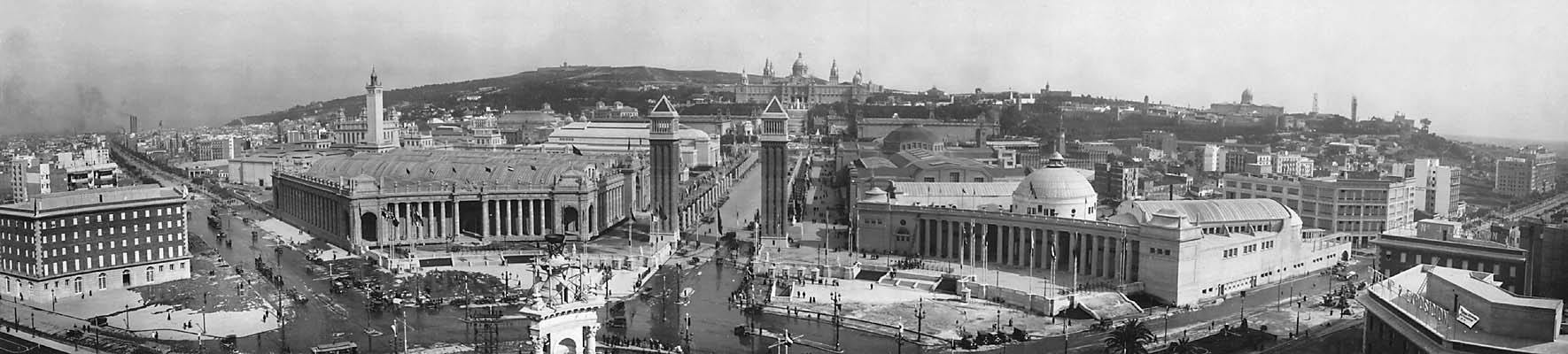
1929年バルセロナ万博会場となったムンジュイック

バルセロナ万国博覧会の際、丘の一部地域の開発が完了し、ムンジュイックの名の中心地域が整備された。丘の斜面や、エスパーニャ広場から伸びる大通りの両側には多様なパヴィリオンが建てられた。1969年、1971年、1973年、1975年には、モンジュイック・サーキットがF1スペイングランプリの会場となった。しかし1975年に起きた事故で観客5人が死亡したため、FIAはモンジュイック・サーキットでF1グランプリを開催するには危険であるとの判断を下した。
ムンジュイックの丘のふもとにあるエスタディ・オリンピック・リュイス・コンパニス、磯崎新設計のパラウ・サン・ジョルディは、1992年バルセロナ・オリンピックのメイン会場となった。トーラ・ダ・クムニカシオンス・ダ・ムンジュイック（ca）は、バルセロナ・オリンピックのテレビ報道用に建てられた電気通信塔で、サンティアゴ・カラトラバが設計した。
ポブラ・アスパニョール（ca）は、1929年バルセロナ万博でスペイン村として建設された一画である。

## 交通
丘の頂上へは、バルセロナ交通局が運営するケーブルカー、フニクラ・デ・モンジュイックまたはゴンドラ・リフトで移動する。丘の東斜面にはポルト・ベイ空中トラム（ca）のターミナルがあり、ムンジュイックとバルセロネータ間をつなぐ。